# U-Bahn-Station Frankhplatz
Frankhplatz is een toekomstig metrostation in het district Alsergrund van de Oostenrijkse hoofdstad Wenen.